# Filtro de elementos distribuidos
Un filtro de elementos distribuidos es un filtro electrónico en el que la capacidad, la inductancia y la resistencia (los elementos del circuito) no están localizadas en condensadores, inductores y resistores discretos como en los filtros convencionales. Su propósito es permitir el paso de un rango de frecuencias de señal mientras bloquea otras. Los filtros convencionales se construyen a partir de inductores y condensadores, y los circuitos resultantes se describen mediante el modelo de parámetros concentrados, que considera que cada elemento está «concentrado» en un punto. Este modelo es conceptualmente simple, pero se vuelve cada vez menos fiable a medida que aumenta la frecuencia de la señal o, de manera equivalente, a medida que disminuye la longitud de onda.  
El modelo de elementos distribuidos se aplica a todas las frecuencias y se utiliza en la teoría de líneas de transmisión; muchos componentes de elementos distribuidos están formados por segmentos cortos de líneas de transmisión. En la perspectiva distribuida de los circuitos, los elementos están distribuidos a lo largo de los conductores y se encuentran intrínsecamente mezclados. El diseño de estos filtros generalmente se ocupa solo de la inductancia y la capacitancia, pero debido a esta mezcla, no pueden tratarse como inductores y condensadores «concentrados» separados. No existe una frecuencia precisa a partir de la cual deban usarse los filtros de elementos distribuidos, pero están especialmente asociados con la banda de microondas (longitudes de onda menores a un metro).
Los filtros de elementos distribuidos se utilizan en muchas de las mismas aplicaciones que los filtros de elementos concentrados, como la selectividad de canales de radio, la limitación de ruido y la multiplexación de muchas señales en un solo canal. Estos filtros pueden diseñarse para tener cualquier configuración de banda posible con elementos concentrados (paso-bajo, paso-banda, etc.), con la excepción de paso-alto, que generalmente solo se aproxima. Todas las clases de filtros utilizadas en diseños de elementos concentrados (Butterworth, Chebyshev, etc.) pueden implementarse con un enfoque de elementos distribuidos.
Existen muchas formas de componentes utilizadas para construir filtros de elementos distribuidos, pero todas tienen la propiedad común de causar una discontinuidad en la línea de transmisión. Estas discontinuidades presentan una impedancia reactiva a un frente de onda que viaja por la línea, y estas reactancias pueden ser diseñadas para servir como aproximaciones de inductores, condensadores o resonadores concentrados, según lo requiera el filtro.
El desarrollo de los filtros de elementos distribuidos fue impulsado por la necesidad militar de radares y medidas de contramedida electrónica durante la Segunda Guerra Mundial. Los filtros analógicos de elementos concentrados ya se habían desarrollado mucho antes, pero estos nuevos sistemas militares operaban en frecuencias de microondas, lo que requería diseños de filtros novedosos. Cuando terminó la guerra, la tecnología encontró aplicaciones en los enlaces de microondas utilizados por las compañías telefónicas y otras organizaciones con grandes redes de comunicación fija, como las emisoras de televisión. Hoy en día, esta tecnología se encuentra en varios productos de consumo masivo, como los conversores (figura 1 muestra un ejemplo) utilizados con antenas parabólicas para televisión satelital.

## Características generales

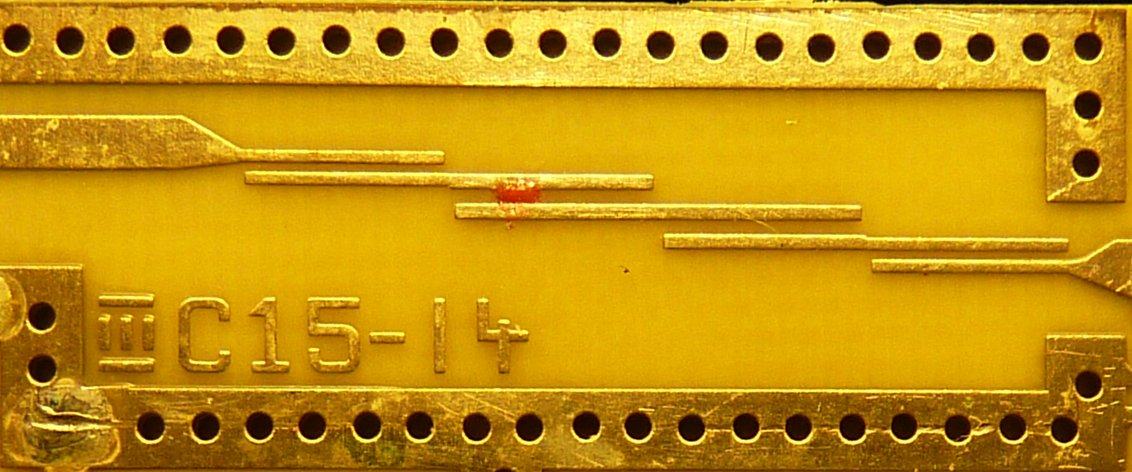
Figura 2. Un filtro de líneas acopladas en paralelo construido con microcintas.

El símbolo λ se utiliza para referirse a la longitud de onda de la señal transmitida en la línea o en una sección de línea de esa longitud eléctrica.
Los filtros de elementos distribuidos se usan principalmente en frecuencias superiores a la banda VHF (frecuencia muy alta, 30 a 300 MHz). A estas frecuencias, la longitud física de los componentes pasivos representa una fracción significativa de la longitud de onda de la frecuencia de operación, lo que dificulta el uso del modelo convencional de elementos concentrados. El punto exacto en el que se hace necesario el modelado de elementos distribuidos depende del diseño particular en consideración. Una regla general es aplicar el modelado de elementos distribuidos cuando las dimensiones de los componentes son mayores al 0.1λ. La creciente miniaturización de la electrónica ha reducido el tamaño de los diseños de circuitos en comparación con λ, lo que eleva las frecuencias a partir de las cuales se requiere un enfoque de elementos distribuidos en el diseño de filtros. Por otro lado, las dimensiones de las estructuras de antenas suelen ser comparables a λ en todas las bandas de frecuencia, por lo que requieren el modelo de elementos distribuidos.
La diferencia más notable en el comportamiento entre un filtro de elementos distribuidos y su aproximación con elementos concentrados es que el primero tendrá múltiples réplicas de la pasabanda del prototipo de elementos concentrados, ya que las características de transferencia de las líneas de transmisión se repiten en intervalos armónicos. Estas pasabanda espurias son indeseables en la mayoría de los casos.
Para mayor claridad en la presentación, los diagramas en este artículo están dibujados con los componentes implementados en formato de stripline. Esto no implica una preferencia en la industria, aunque los formatos de líneas de transmisión planar (es decir, formatos donde los conductores son tiras planares) son populares porque pueden implementarse con técnicas establecidas de fabricación de placas de circuito impreso. Las estructuras mostradas también pueden implementarse con técnicas de microstrip o stripline enterrado (con los ajustes adecuados en las dimensiones) y pueden adaptarse a cables coaxiales, cables bifilares y guías de onda, aunque algunas estructuras son más adecuadas para ciertas implementaciones que otras. Por ejemplo, las implementaciones de alambre abierto de varias estructuras se muestran en la segunda columna de la figura 3, y se pueden encontrar equivalentes de alambre abierto para la mayoría de las demás estructuras de stripline. Las líneas de transmisión planares también se usan en diseños de circuitos integrados.

## Historia
El desarrollo de los filtros de elementos distribuidos comenzó en los años previos a la Segunda Guerra Mundial. Warren P. Mason fundó el campo de los circuitos de elementos distribuidos. Un artículo importante sobre el tema fue publicado por Mason y Sykes en 1937. Mason había presentado una patente mucho antes, en 1927, y esa patente podría contener el primer diseño eléctrico publicado que se aparta del análisis de elementos concentrados. El trabajo de Mason y Sykes se centró en los formatos de cables coaxiales y pares de cables balanceados; las tecnologías planares aún no estaban en uso. Se realizaron muchos avances durante los años de la guerra, impulsados por las necesidades de filtrado del radar y las contramedidas electrónicas. Una gran parte de este trabajo se llevó a cabo en el Laboratorio de Radiación del MIT, aunque otros laboratorios en los EE. UU. y el Reino Unido también participaron.
Antes de poder avanzar más allá de los diseños de tiempos de guerra, fue necesario realizar avances importantes en la teoría de redes. Uno de estos avances fue la teoría de líneas conmensuradas de Paul Richards. Las líneas conmensuradas son redes en las que todos los elementos tienen la misma longitud (o, en algunos casos, múltiplos de la longitud unitaria), aunque pueden diferir en otras dimensiones para proporcionar diferentes impedancias características. La transformación de Richards permite tomar un diseño de elementos concentrados «tal cual» y transformarlo directamente en un diseño de elementos distribuidos mediante una ecuación de transformación muy simple.
La dificultad con la transformación de Richards, desde el punto de vista de construir filtros prácticos, era que el diseño resultante de elementos distribuidos incluía invariablemente elementos conectados en serie. Esto no era posible de implementar en tecnologías planares y a menudo resultaba inconveniente en otras tecnologías. Este problema fue resuelto por K. Kuroda, quien utilizó transformadores de impedancia para eliminar los elementos en serie. Él publicó un conjunto de transformaciones conocidas como las identidades de Kuroda en 1955, pero su trabajo fue escrito en japonés y pasaron varios años antes de que sus ideas se incorporaran a la literatura en inglés.
Después de la guerra, una importante línea de investigación fue tratar de aumentar el ancho de banda de diseño de los filtros de banda ancha. El enfoque utilizado en ese momento (y que todavía se usa hoy en día) consistía en partir de un filtro prototipo de elementos concentrados y, mediante diversas transformaciones, llegar al filtro deseado en una forma de elementos distribuidos. Este enfoque parecía estar limitado a un Q mínimo de cinco (ver la sección de filtros paso-banda más abajo para una explicación de Q). En 1957, Leo Young, del Instituto de Investigación de Stanford, publicó un método para diseñar filtros que comenzaba con un prototipo de elementos distribuidos. Este prototipo se basaba en transformadores de impedancia de un cuarto de onda y podía producir diseños con anchos de banda de hasta una octava, lo que corresponde a un Q de aproximadamente 1.3. Algunos de los procedimientos de Young en ese artículo eran empíricos, pero más tarde se publicaron soluciones exactas. El artículo de Young aborda específicamente los resonadores de cavidad acoplados directamente, pero el procedimiento puede aplicarse igualmente a otros tipos de resonadores acoplados directamente, como los que se encuentran en tecnologías planares modernas e ilustrados en este artículo. El filtro de separación capacitiva (figura 8) y el filtro de líneas acopladas en paralelo (figura 9) son ejemplos de resonadores acoplados directamente.

Figura 3. En la primera columna se muestran algunas estructuras simples de filtros planos. La segunda columna muestra el circuito equivalente de alambre abierto para estas estructuras. La tercera columna es una aproximación de elementos semi-concentrados donde los elementos marcados como K o J son transformadores de impedancia o admitancia, respectivamente. La cuarta columna muestra una aproximación de elementos concentrados, suponiendo además que los transformadores de impedancia son transformadores de λ/4. a. Stub de cortocircuito en paralelo con la línea principal. b. Stub de circuito abierto en paralelo con la línea principal. c. Una línea de cortocircuito acoplada a la línea principal. d. Líneas acopladas de cortocircuito. e. Líneas acopladas de circuito abierto.
representa una conexión a través de la placa que conecta con el plano de tierra subyacente.

La introducción de tecnologías planares impresas simplificó enormemente la fabricación de muchos componentes de microondas, incluidos los filtros, y posibilitó los circuitos integrados de microondas. No se sabe con certeza cuándo se originaron las líneas de transmisión planar, pero se registraron experimentos con ellas ya en 1936. Sin embargo, se conoce al inventor de la stripline impresa: fue Robert M. Barrett, quien publicó la idea en 1951. Esta idea ganó rápidamente popularidad, y la stripline de Barrett pronto enfrentó una feroz competencia comercial de formatos planos rivales, especialmente triplate y microstrip. En el uso moderno, el término genérico «stripline» generalmente se refiere a la forma entonces conocida como triplate.
Los primeros filtros resonadores acoplados directamente en stripline eran de acoplamiento en los extremos, pero su longitud se redujo y su compacidad aumentó progresivamente con la introducción de filtros de líneas acopladas en paralelo, filtros interdigitales y filtros de línea en peine. Gran parte de este trabajo fue publicado por el grupo de Stanford dirigido por George Matthaei, que también incluía a Leo Young, mencionado anteriormente, en un libro pionero que aún hoy sirve como referencia para diseñadores de circuitos. El filtro hairpin fue descrito por primera vez en 1972. Para la década de 1970, la mayoría de las topologías de filtros que se usan comúnmente hoy en día ya habían sido descritas. Las investigaciones más recientes se han concentrado en nuevas clases matemáticas o variantes de filtros, como los pseudoelípticos, que siguen utilizando las mismas topologías básicas, o en tecnologías alternativas de implementación, como stripline suspendidas y finline.
La aplicación inicial no militar de los filtros de elementos distribuidos fue en los enlaces de microondas utilizados por las empresas de telecomunicaciones para proporcionar la red troncal de sus redes. Estos enlaces también fueron utilizados por otras industrias con grandes redes fijas, especialmente las cadenas de televisión. Tales aplicaciones formaban parte de grandes programas de inversión en capital. Sin embargo, la fabricación en masa abarató la tecnología lo suficiente como para incorporarla en los sistemas domésticos de televisión por satélite. Una aplicación emergente es el uso de filtros superconductores en las estaciones base celulares operadas por las compañías de telefonía móvil.

## Componentes básicos
La estructura más simple que se puede implementar es un cambio en la impedancia característica de la línea, lo que introduce una discontinuidad en las características de transmisión. En las tecnologías planares, esto se logra mediante un cambio en el ancho de la línea de transmisión. La figura 4(a) muestra un aumento en la impedancia (las líneas más estrechas tienen una mayor impedancia). Una disminución en la impedancia sería la imagen especular de la figura 4(a). La discontinuidad puede representarse aproximadamente como un inductor en serie o, de manera más exacta, como un circuito en T de paso bajo, como se muestra en la figura 4(a).A menudo, múltiples discontinuidades se combinan con transformadores de impedancia para producir un filtro de orden superior. Estos transformadores de impedancia pueden ser simplemente un tramo corto (a menudo de λ/4) de línea de transmisión. Estas estructuras compuestas pueden implementar cualquiera de las familias de filtros (Butterworth, Chebyshev, etc.) al aproximar la función de transferencia racional del filtro de elementos concentrados correspondiente. Esta correspondencia no es exacta, ya que los circuitos de elementos distribuidos no pueden ser racionales, lo que constituye la razón fundamental de la divergencia entre el comportamiento de los elementos concentrados y los elementos distribuidos. Los transformadores de impedancia también se usan en mezclas híbridas de filtros de elementos concentrados y distribuidos (las llamadas estructuras semi-concentradas).

Figura 4. Más elementos de stripline y sus equivalentes de elementos concentrados: a. Un cambio abrupto de impedancia escalonada.b. Una línea que termina abruptamente.c. Un agujero o ranura en una línea.d. Una media ranura transversal a lo ancho de la línea.e. Un espacio en la línea.

Otro componente muy común en los filtros de elementos distribuidos es el stub. En un rango estrecho de frecuencias, un stub puede actuar como un capacitor o un inductor (su impedancia está determinada por su longitud), pero en un rango amplio se comporta como un resonador. El stub de cortocircuito de longitud nominalmente igual a un cuarto de onda (figura 3(a)) actúan como antirresonadores LC en derivación, y los stubs de circuito abierto de longitud nominalmente igual a un cuarto de onda (figura 3(b)) se comportan como resonadores LC en serie. Los stubs también se pueden usar junto con transformadores de impedancia para construir filtros más complejos y, como cabría esperar por su naturaleza resonante, son más útiles en aplicaciones de paso-banda. Aunque los stubs de circuito abierto son más fáciles de fabricar en tecnologías planares, tienen la desventaja de que la terminación se desvía significativamente de un circuito abierto ideal (ver figura 4(b)), lo que a menudo lleva a preferir los stubs de cortocircuito (se puede usar una en lugar de la otra añadiendo o restando λ/4 a la longitud).
Un resonador helicoidal es similar a un stub en el sentido de que requiere un modelo de elemento distribuido para representarlo, aunque en realidad se construye utilizando elementos concentrados. Estos se fabrican en un formato no plano y consisten en un bobinado de alambre sobre un soporte y núcleo, conectado solo en un extremo. Este dispositivo generalmente se encuentra en un contenedor blindado con un orificio en la parte superior para ajustar el núcleo. Físicamente, a menudo se parece mucho a los resonadores LC concentrados que se usan para propósitos similares. Son más útiles en las bandas superiores de VHF y las inferiores de UHF, mientras que los stubs se aplican con mayor frecuencia en las bandas superiores de UHF y SHF.
Las líneas acopladas (figuras 3(c-e)) también pueden utilizarse como elementos de filtro; al igual que los stubs, pueden actuar como resonadores y, de manera similar, estar terminadas en cortocircuito o circuito abierto. Las líneas acopladas tienden a preferirse en tecnologías planares, donde son fáciles de implementar, mientras que los stubs se prefieren en otros contextos. Implementar un circuito abierto verdadero en tecnologías planares no es factible debido al efecto dieléctrico del sustrato, que siempre asegura que el circuito equivalente contenga una capacitancia en derivación. A pesar de esto, los circuitos abiertos se utilizan con frecuencia en formatos planos en lugar de los cortocircuitos porque son más fáciles de implementar. Numerosos tipos de elementos pueden clasificarse como líneas acopladas, y una selección de los más comunes se muestra en las figuras.
Algunas estructuras comunes se ilustran en las figuras 3 y 4, junto con sus contrapartes de elementos concentrados. Estas aproximaciones de elementos concentrados no deben tomarse como circuitos equivalentes, sino más bien como una guía del comportamiento de los elementos distribuidos en un cierto rango de frecuencias. Las figuras 3(a) y 3(b) muestran un stub de cortocircuito y otro de circuito abierto, respectivamente. Cuando la longitud del stub es λ/4, estas actúan, respectivamente, como antiresonadores y resonadores, y son útiles, respectivamente, como elementos en filtros paso banda y elimina banda. La figura 3(c) muestra una línea de cortocircuito acoplada a la línea principal. También se comporta como un resonador, pero se utiliza comúnmente en aplicaciones de filtros paso bajo con la frecuencia de resonancia fuera de la banda de interés. Las figuras 3(d) y 3(e) muestran estructuras de líneas acopladas que son útiles en filtros de paso banda. Las estructuras de las figuras 3(c) y 3(e) tienen circuitos equivalentes que incluyen stubs colocados en serie con la línea. Tal topología es sencilla de implementar en circuitos de cable abierto, pero no en tecnología planar. Por lo tanto, estas dos estructuras son útiles para implementar un elemento en serie equivalente.

## Filtros paso bajo

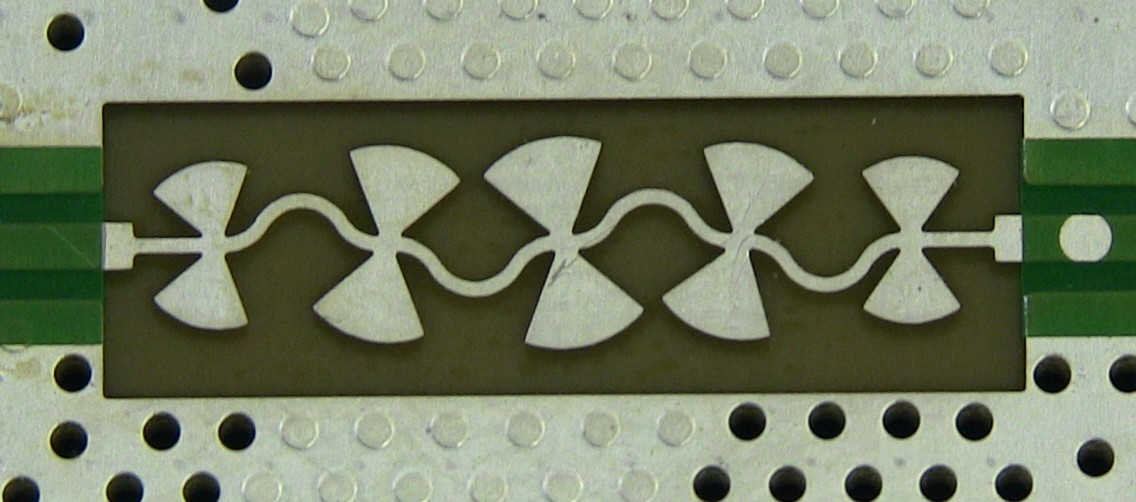
Un filtro paso bajo de microstrip implementado con stubs en forma de corbatín dentro de un analizador de espectro Agilent N9344C de 20 GHz.

Figura 5. Filtro paso bajo de impedancia escalonada formado por secciones alternas de líneas de alta y baja impedancia.

Un filtro paso bajo puede implementarse de manera bastante directa a partir de un prototipo de elementos concentrados con una topología en escalera, utilizando el filtro de impedancia escalonada mostrado en la figura 5. Este diseño también se conoce como filtro de líneas en cascada. El filtro consiste en secciones alternas de líneas de alta y baja impedancia, que corresponden a los inductores en serie y los capacitores en derivación en la implementación con elementos concentrados. Los filtros paso bajo se utilizan comúnmente para suministrar polarización de corriente continua (DC) a componentes activos. Los filtros destinados a esta aplicación a veces se denominan chokes. En tales casos, cada elemento del filtro tiene una longitud de λ/4 (donde λ es la longitud de onda de la señal principal que se desea bloquear para que no pase a la fuente de DC) y las secciones de alta impedancia de la línea se hacen tan estrechas como lo permita la tecnología de fabricación para maximizar la inductancia. Se pueden agregar secciones adicionales según sea necesario para mejorar el rendimiento del filtro, al igual que en su contraparte de elementos concentrados. Además de la forma planar mostrada, esta estructura es particularmente adecuada para implementaciones coaxiales, con discos alternos de metal y aislante insertados en el conductor central.

Figura 6. Otra forma de filtro pasa-bajos de impedancia escalonada con resonadores en derivación.

Un ejemplo más complejo de diseño de impedancia escalonada se presenta en la figura 6. Nuevamente, las líneas estrechas se usan para implementar inductores, y las líneas anchas corresponden a capacitores. Sin embargo, en este caso, la contraparte de elementos concentrados tiene resonadores conectados en derivación a lo largo de la línea principal. Esta topología puede usarse para diseñar filtros elípticos o filtros de Chebyshev con polos de atenuación en la elimina banda. El cálculo de los valores de los componentes para estas estructuras es un proceso complejo, por lo que a menudo los diseñadores optan por implementarlos como filtros derivados de m, que ofrecen buen rendimiento y son mucho más fáciles de calcular. La incorporación de resonadores mejora la atenuación en la banda de rechazo. Sin embargo, más allá de la frecuencia resonante del resonador más alto, la atenuación comienza a deteriorarse, ya que los resonadores tienden a comportarse como circuitos abiertos. Por esta razón, los filtros diseñados de esta manera a menudo incluyen un capacitor de impedancia escalonada como elemento final para garantizar una buena atenuación a altas frecuencias.

Figura 7. Filtros paso bajo construidos con stubs. a. Stub estándar alternadas a los lados de la línea principal a una distancia de λ/4. b. Construcción similar utilizando stubs en forma de mariposa. c. Diversas formas de stubs: dobles en paralelo, stun radial, stub mariposa (radiales paralelas), stub en forma de trébol (tres radiales paralelas).

Otra técnica común para diseñar filtros paso bajo es implementar los capacitores en derivación como stubs, con la frecuencia resonante ajustada por encima de la frecuencia de operación para que la impedancia del stub sea capacitiva en la banda de paso. Esta implementación tiene una contraparte de elementos concentrados similar al filtro de la figura 6. Cuando el espacio lo permite, los stubs pueden ubicarse en lados alternos de la línea principal, como se muestra en la figura 7(a), para evitar el acoplamiento entre stubs adyacentes, lo cual perjudica el rendimiento del filtro al alterar su respuesta en frecuencia. Sin embargo, también es válido un diseño donde todos los stubs están en el mismo lado. Si el stub debe ser de muy baja impedancia, puede ser excesivamente ancha. En este caso, una solución es conectar dos stubs más estrechos en paralelo, es decir, un stub a cada lado de la línea. Un inconveniente de esta topología es que pueden aparecer modos resonantes transversales adicionales a lo largo de la longitud λ/2 formada por los dos stubs juntos. Para un diseño de choke, el requisito es maximizar la capacitancia. Para ello, se puede utilizar la máxima anchura de stub de λ/4 con stubs en paralelo a ambos lados de la línea principal. El filtro resultante se asemeja al de la figura 5, pero está diseñado con principios completamente diferentes.
Un problema al usar stubs tan anchos es que el punto en el que se conectan a la línea principal no está bien definido. Un stub estrecho en comparación con λ puede considerarse conectada en su línea central, y los cálculos basados en esta suposición predicen con precisión la respuesta del filtro. Sin embargo, para un stub ancho, los cálculos que asumen una conexión en un punto definido de la línea principal producen inexactitudes. Una solución a este problema es usar stubs radiales en lugar de lineales. Un par de stubs radiales en paralelo (una a cada lado de la línea principal) se denomina stub en forma de mariposa (ver figura 7(b)). Un grupo de tres stubs radiales en paralelo, que se puede ubicar al final de una línea, se denomina stub en forma de trébol.

## Filtros paso banda
Un filtro paso banda puede construirse utilizando cualquier elemento que pueda resonar. Es evidente que los filtros que usan stubs pueden diseñarse como de paso banda; existen numerosas otras estructuras posibles, y algunas se presentan a continuación.
Un parámetro importante al hablar de los filtros de paso banda es el ancho de banda fraccional. Este se define como la relación entre el ancho de banda y la frecuencia central geométrica. El inverso de esta cantidad se denomina factor de calidad, Q. Si ω1 y ω2 son las frecuencias de los límites de la pasabanda, entonces:
- Ancho de banda: {\displaystyle \Delta \omega =\omega _{2}-\omega _{1}\,}
- Frecuencia central geométrica: {\displaystyle \omega _{0}={\sqrt {\omega _{1}\omega _{2}}}}
- Factor de calidad: {\displaystyle Q={\frac {\omega _{0}}{\Delta \omega }}}

### Filtro de brecha capacitiva

Figura 8. Filtro de stripline con brecha capacitiva

La estructura de brecha capacitiva consiste en secciones de línea de aproximadamente λ/2 de longitud que actúan como resonadores y están acopladas «en los extremos» por brechas en la línea de transmisión. Este diseño es particularmente adecuado para formatos planos, se implementa fácilmente con tecnología de circuitos impresos y tiene la ventaja de ocupar el mismo espacio que una línea de transmisión simple. La limitación de esta topología es que su rendimiento (en particular, la pérdida por inserción) se deteriora con un ancho de banda fraccional creciente, por lo que no se obtienen resultados aceptables con un Q inferior a aproximadamente 5. Otro problema para diseñar filtros de bajo Q es que el ancho de las brechas debe ser menor a medida que aumenta el ancho de banda fraccional. El ancho mínimo de las brechas, al igual que el ancho mínimo de los trazos, está limitado por la resolución de la tecnología de impresión.

### Filtro de líneas acopladas paralelas

Figura 9. Filtro de líneas acopladas paralelas tipo stripline. Este filtro se imprime comúnmente en un ángulo como se muestra para minimizar el espacio ocupado en la placa, aunque esta no es una característica esencial del diseño. También es habitual que el elemento final o las mitades superpuestas de los dos elementos finales sean de un ancho más estrecho para fines de adaptación (no mostrado en este diagrama; ver Figura 1).

Las líneas acopladas paralelas son otra topología popular para placas impresas. En este caso, las líneas de circuito abierto son las más fáciles de implementar, ya que la fabricación solo requiere la pista impresa. El diseño consiste en una fila de resonadores de λ/2 en paralelo, pero acoplados únicamente en λ/4 con los resonadores vecinos, formando así una línea escalonada como se muestra en la Figura 9. Con este filtro es posible lograr anchos de banda fraccionales más amplios que con el filtro de ranura capacitiva, pero surge un problema similar en las placas impresas: la pérdida dieléctrica reduce el factor Q. Las líneas con un Q más bajo requieren un acoplamiento más estrecho y, por tanto, espacios más pequeños entre ellas, lo que está limitado por la precisión del proceso de impresión. Una solución a este problema es imprimir la pista en múltiples capas, con líneas adyacentes que se superpongan pero no entren en contacto, ya que están en diferentes capas. De esta forma, las líneas pueden acoplarse a lo largo de su ancho, lo que resulta en un acoplamiento mucho más fuerte que cuando están borde a borde, y se permite un espacio mayor para el mismo rendimiento.

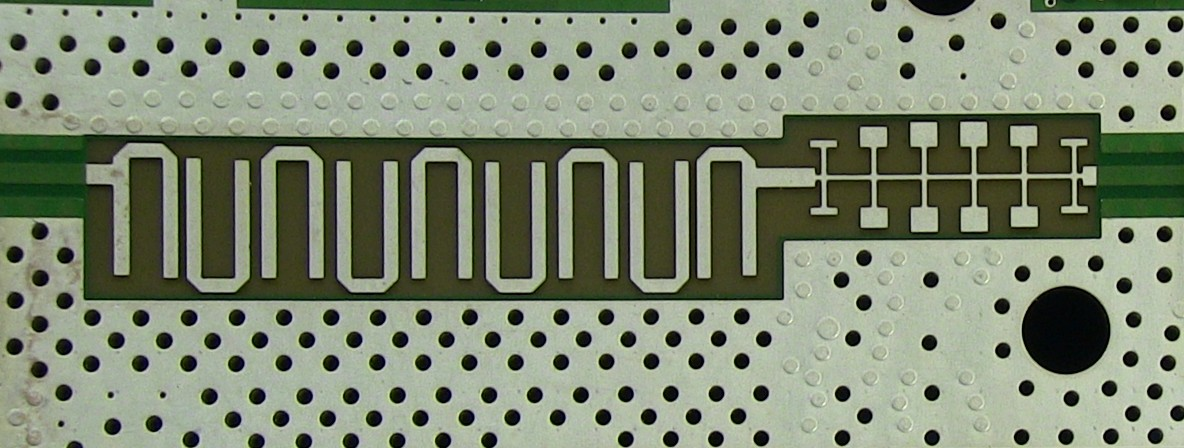
Un filtro hairpin en microstrip seguido de un filtro stub de paso bajo sobre una PCB en un analizador de espectro Agilent N9344C de 20 GHz.

En otras tecnologías (no impresas), se pueden preferir líneas de circuito cerrado porque el cortocircuito proporciona un punto de fijación mecánica para la línea, y no se requieren aislantes dieléctricos que reduzcan el Q para su soporte mecánico. Fuera de razones mecánicas y de ensamblaje, no hay mucha preferencia entre líneas acopladas de circuito abierto o cerrado. Ambas estructuras pueden realizar el mismo rango de implementaciones de filtros con el mismo rendimiento eléctrico. Teóricamente, ambos tipos de filtros acoplados en paralelo no presentan bandas pasantes espurias al doble de la frecuencia central, como ocurre en muchas otras topologías de filtros (por ejemplo, stubs). Sin embargo, la supresión de esta banda espuria requiere un ajuste perfecto de las líneas acopladas, lo cual no se logra en la práctica, por lo que inevitablemente aparece una banda espuria residual a esta frecuencia.

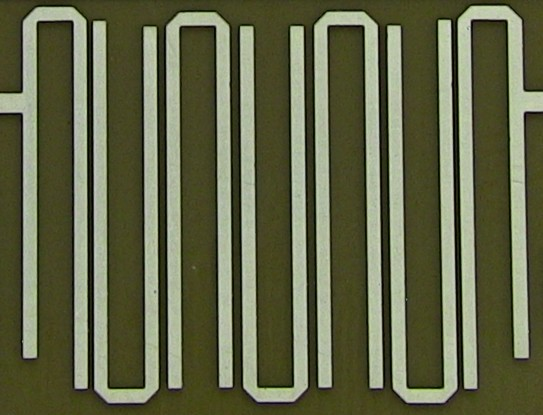
Un filtro hairpin en microstrip implementado en una PCB dentro de un analizador de espectro Agilent N9344C de 20 GHz.

El filtro hairpin es otra estructura que utiliza líneas acopladas en paralelo. En este caso, cada par de líneas acopladas en paralelo está conectado al siguiente par mediante un enlace corto. Las formas en «U» que se forman dan lugar al nombre de hairpin (horquilla). En algunos diseños, el enlace puede ser más largo, lo que genera una horquilla ancha con una acción de transformador de impedancia de λ/4 entre las secciones.

Figura 10. Filtro hairpin tipo stripline.

Los dobleces angulados que se ven en la Figura 10 son comunes en los diseños stripline y representan un compromiso entre un ángulo recto pronunciado, que produce una gran discontinuidad, y una curva suave, que ocupa más espacio en la placa, algo que puede estar severamente limitado en algunos productos. Estos dobleces se ven a menudo en stubs largos donde no podrían ajustarse al espacio disponible de otra manera. El circuito equivalente en elementos concentrados de este tipo de discontinuidad es similar al de una discontinuidad de impedancia escalonada. Ejemplos de estos stubs pueden observarse en las entradas de polarización de varios componentes en la fotografía al inicio del artículo.

### Filtro interdigital

Figura 11. Filtro interdigital en stripline.

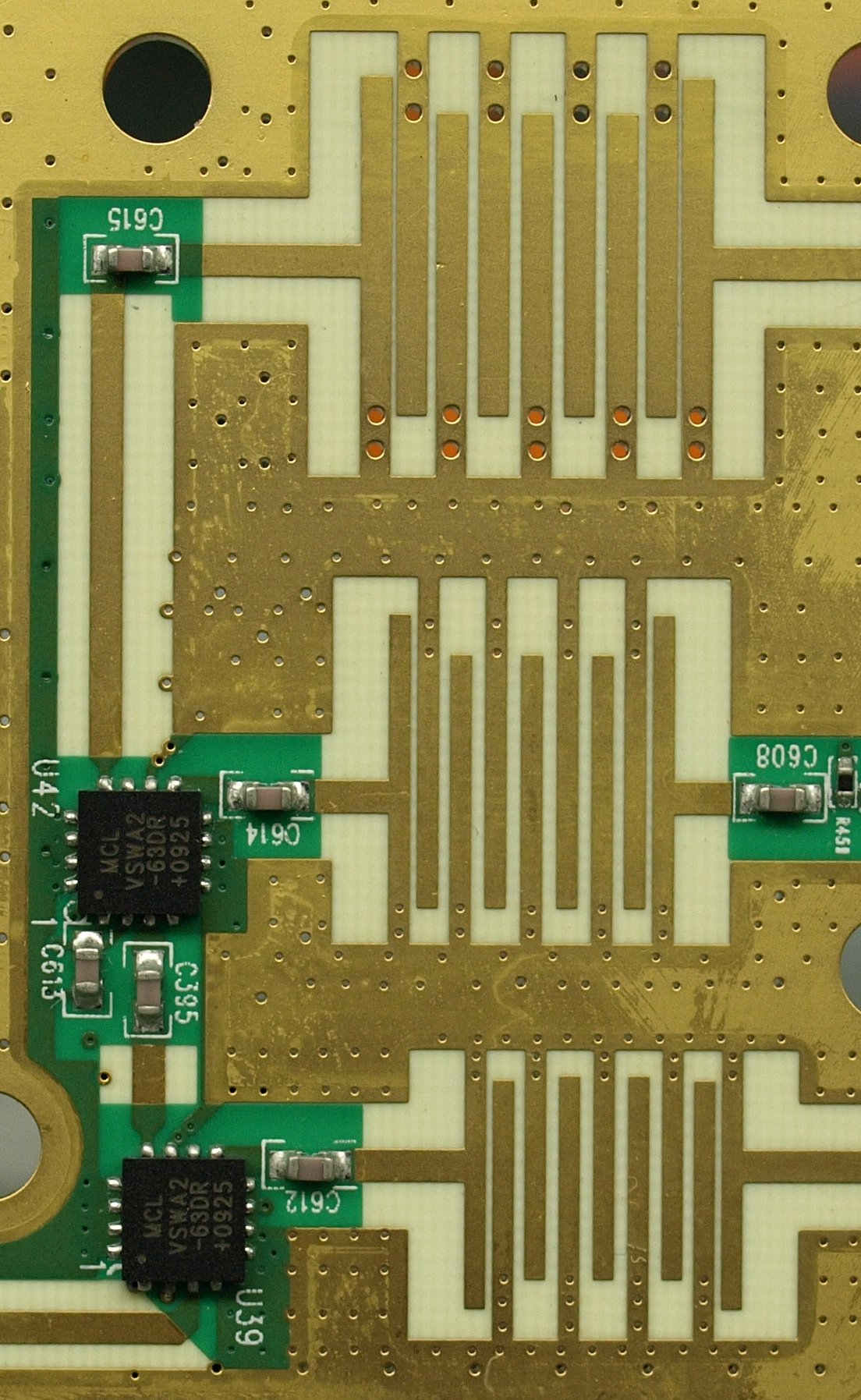
Tres filtros de líneas acopladas interdigitales en una PCB de un analizador de espectro.

Los filtros interdigitales son otra forma de filtro de líneas acopladas. Cada sección de la línea mide aproximadamente λ/4 de longitud y está terminada en un cortocircuito en un extremo, mientras que el otro extremo queda abierto. El extremo cortocircuitado se alterna en cada sección de línea. Esta topología es fácil de implementar en tecnologías planares, pero también es particularmente adecuada para un ensamblaje mecánico de líneas fijadas dentro de un estuche metálico. Las líneas pueden ser barras rectangulares o varillas circulares, y es sencillo conectarlas a un formato de línea coaxial. Al igual que en el filtro de líneas paralelas acopladas, la ventaja de una disposición mecánica que no requiere aislantes para soporte es la eliminación de pérdidas dieléctricas. El requisito de espaciado entre las líneas no es tan estricto como en la estructura de líneas paralelas, lo que permite lograr anchos de banda fraccionarios mayores y valores de Q tan bajos como 1.4.
El filtro comb es similar al filtro interdigital en cuanto a su idoneidad para ensamblajes mecánicos dentro de un estuche metálico sin soporte dieléctrico. En el caso del filtro de peine, todas las líneas están cortocircuitadas en el mismo extremo en lugar de en extremos alternados. Los otros extremos están terminados con capacitores conectados a tierra, clasificando así el diseño como semiconcentrado. La principal ventaja de este diseño es que la banda de detención superior puede hacerse muy ancha, libre de bandas pasantes espurias en todas las frecuencias de interés.

### Filtros banda de paso con stubs

Figura 12. Filtro con stubs en stripline compuesto por stubs cortocircuitados de λ/4.

Como se mencionó anteriormente, los stubs son adecuados para diseños de paso de banda. Las formas generales de estos filtros son similares a los de paso bajo, excepto que la línea principal ya no es una línea estrecha de alta impedancia. Los diseñadores tienen muchas topologías diferentes de filtros con stubs para elegir, algunas de las cuales producen respuestas idénticas. Un ejemplo de filtro con stubs se muestra en la figura 12, que consiste en una fila de stubs cortocircuitados de λ/4 acoplados entre sí mediante transformadores de impedancia de λ/4.
En el cuerpo del filtro, los stubs son dobles en paralelo, mientras que los stubs en las secciones finales son simples, una disposición que ofrece ventajas de adaptación de impedancia. Los transformadores de impedancia transforman la fila de antiresonadores en derivación en una red escalonada de resonadores en serie y antiresonadores en derivación. Un filtro con propiedades similares puede construirse con stubs abiertos de λ/4 colocados en serie con la línea y acoplados mediante transformadores de impedancia de λ/4, aunque esta estructura no es posible en tecnologías planares.
Otra estructura disponible consiste en stubs abiertos de λ/2 a través de la línea, acoplados mediante transformadores de impedancia de λ/4. Esta topología tiene características tanto de paso bajo como de paso de banda. Como permite el paso de corriente continua (DC), es posible transmitir voltajes de polarización a componentes activos sin necesidad de capacitores de bloqueo. Además, como no se requieren conexiones cortocircuitadas, cuando se implementa en stripline, no se necesita más ensamblaje que la impresión de la placa. Sin embargo, esta topología tiene las siguientes desventajas:
1. El filtro ocupa más espacio en la placa que el filtro con stubs de λ/4 correspondiente, ya que los stubs son el doble de largos.
2. La primera banda pasante espuria aparece en 2ω0, en comparación con 3ω0 en el filtro de stubs de λ/4.[68]

Figura 13. Stub tipo mariposa de 60° según Konishi,

Konishi describe un filtro de banda de paso de 12 GHz de ancho de banda que utiliza stubs tipo mariposa de 60° y que también tiene una respuesta de paso bajo (los stubs cortocircuitados son necesarios para evitar dicha respuesta). Como suele ocurrir con los filtros de elementos distribuidos, la clasificación de la banda del filtro depende en gran medida de qué bandas se consideran deseadas y cuáles se consideran espurias.

## Filtros paso alto
Los filtros paso alto genuinos son difíciles, si no imposibles, de implementar con elementos distribuidos. El enfoque habitual de diseño es comenzar con un diseño de paso de banda, pero ajustar la banda de detención superior a una frecuencia tan alta que no sea relevante. Estos filtros se describen como pseudo-paso alto, y la banda de detención superior se denomina banda de detención vestigial. Incluso estructuras que parecen tener una topología «obvia» de paso alto, como el filtro de brecha capacitiva de la figura 8, resultan ser de paso de banda al analizar su comportamiento para longitudes de onda muy cortas.